# Saison 1980-1981 du SC Abbeville
 (février 2024).
 (février 2024).
Si vous disposez d'ouvrages ou d'articles de référence ou si vous connaissez des sites web de qualité traitant du thème abordé ici, merci de compléter l'article en donnant les références utiles à sa vérifiabilité et en les liant à la section « Notes et références ».
Maillots
Chronologie
Saison précédente Saison suivante
La saison 1980-1981 du SC Abbeville est la première saison de ce club de football samarien en deuxième division du championnat de France, après 3 montées consécutives.
Robert Tyrakowski entraîne le club lors de cette saison. Il est entraîneur du club depuis juillet 1978 et la Division 4. Il compte sur des joueurs présents depuis plusieurs années, tels Michel Gomel, natif d'Abbeville ou le gardien Jean Opila, présent depuis 1966. Les recrues Marcel Campagnac et Alain Bienaimé occupent également un rôle central dans l'équipe abbevilloise.

## Avant-saison

### Transferts

#### Mercato d'été
| Joueur           | P. | Club            | Transfert           |
| ---------------- | -- | --------------- | ------------------- |
| Arrivées         |    |                 |                     |
| Alain Bienaimé   | M  | FC Dieppe (D3)  | Transfert           |
| Marcel Campagnac | A  | LOSC Lille (D1) | Transfert           |
| Laurent Glachant | G  | Formé au club   | Premier contrat pro |
| Henry            | G  | LOSC Lille (D1) | Transfert           |
| Olivier Hotton   | M  | LOSC Lille (D1) | Transfert           |

| Joueur  | P. | Club | Transfert |
| ------- | -- | ---- | --------- |
| Départs |    |      |           |

## Matchs officiels de la saison
Le tableau ci-dessous retrace dans l'ordre chronologique les 36 rencontres officielles jouées par le SC Abbeville durant la saison. Le club abbevillois a participé aux 34 journées du championnat ainsi qu'à deux tours de Coupe de France.
À la fin la saison, Abbeville a remporté 10 matchs, en a perdu 13 et a fait 13 matchs nuls.

## Affluences
Affluence du SC Abbeville à domicile

## Équipe réserve
L'équipe réserve du SC Abbeville sert de tremplin vers le groupe professionnel pour les jeunes du centre de formation mais permet également à certains joueurs non alignés avec l'équipe professionnelle d'avoir du temps de jeu. L'équipe réserve est également utilisée fréquemment par des professionnels en phase de reprise à la suite d'une blessure. Pour cette saison, l'équipe B d'Abbeville évolue en Promotion Honneur Picardie (6è Division nationale).